# راؤول سالان
راؤول البين لويس سالان (بالفرنسية: Raoul Salan)‏ (10 يونيو 1899 - 3 يوليو 1984) كان جنرال الجيش الفرنسي . شغل منصب القائد العام الفرنسي الرابع خلال حرب الهند الصينية الأولى . لقد كان واحداً من أربعة جنرالات نظموا عملية الجزائر العاصمة عام 1961. وكان مؤسس منظمة القوات المسلحة . كان الجندي الأكثر تزينًا في الجيش الفرنسي.

## الوفاة
توفي سالان في 3 يوليو 1984.

## روابط خارجية
- راؤول سالان على موقع IMDb (الإنجليزية)
- راؤول سالان على موقع الموسوعة البريطانية (الإنجليزية)
- راؤول سالان على موقع مونزينجر (الألمانية)
- راؤول سالان على موقع قاعدة بيانات الفيلم (الإنجليزية)